# Nazar Nurzaidin
Nazar Nurzaidin (sinh ra ở Pemalang, Indonesia, 1 tháng 1 năm 1995) là một cầu thủ bóng đá người Indonesia hiện tại thi đấu ở vị trí hậu vệ cho Barito Putera ở Liga 1.

## Sự nghiệp quốc tế
Anh được triệu tập vào đội tuyển quốc gia Indonesia ngày 21 tháng 3 năm 2017 trước Myanmar trong trận thi đấu giao hữu.